# De tactiek van de vergissing
De tactiek van de vergissing (Engels: Tactics of Mistake) is een sciencefictionroman uit 1971 van de Canadees-Amerikaanse schrijver Gordon R. Dickson.
Het boek maakt deel uit van de Childe Cycle-serie, soms ook wel de Dorsai-serie genoemd. Het werd als vierde boek geschreven maar volgde chronologisch als tweede boek in de cyclus. Tactics of Mistake verscheen eerst als serie in het sf-tijdschrift Analog Science Fiction and Fact van oktober 1970 tot januari 1971 en werd daarna door Doubleday uitgegeven als boek.

## Verhaal
Aan het einde van de 22e eeuw heeft de mensheid vijftien jongere werelden rond negen sterren bevolkt, inclusief het zonnestelsel van de Aarde. Hoewel de oude Aarde bevolkt blijft door de traditionele mensen, hebben de jongere werelden splinterculturen ontwikkeld, die zeer uiteenlopende wegen inslaan en gespecialiseerde culturen ontwikkelen. Meest opvallende hiervan zijn de exoten, filosofen, mystici, psychologen en de Dorsai, professionele soldaten. Het is minder dan een eeuw geleden dat de kolonisatie van de andere werelden begon en de jongere werelden zijn nog steeds sterk afhankelijk van de aarde. Twee facties controleren de Aarde, de Westerse Alliantie en de Oosterse coalitie. Hoewel ze niet openlijk oorlog voeren op aarde, ondersteunen ze de strijdende partijen in oorlogen op de andere planeten. Terwijl de Westerse alliantie voornamelijk soldaten levert aan deze klanten, stuurt de Oosterse coalitie meestal adviseurs, wapens en materialen.
Luitenant-kolonel Cletus Grahame, een voormalig instructeur aan de militaire academie van de Westerse alliantie heeft een nieuwe militaire strategie ontwikkeld, gebaseerd op de 'tactiek van de vergissing', waarbij hij zijn tegenstander verleidt tot het maken van vergissingen. Hij probeert dit uit op de kolonie Bakhalla bij hun strijd tegen de naburige kolonie Neuland, die door de Oosterse coalitie gesteund wordt. Met behulp van de Dorsai-troepen wint hij de oorlog. Met hun geavanceerde training en superieure tactieken behalen de Dorsai grote overwinningen en lijden ze veel minder verliezen dan anderen. Geleidelijk bereiken ze een status waardoor andere werelden niet langer afhankelijk hoeven te zijn van de Aarde. Om hun verlies van machtspositie te voorkomen, verenigen de twee Aardse facties, de Westelijke Alliantie en de Oosterse Coalitie zich in een poging de Dorsai te verslaan.